# 科默斯 (密蘇里州)
科默斯（英語：Commerce）是位於美國密蘇里州斯科特縣的村。

## 人口
根據2020年美國人口普查的數據，科默斯的面積為0.90平方千米，皆為陸地。當地共有人口45人，而人口密度為每平方千米50人。